# 北晨寮
北海道大学北晨寮（ほっかいどうだいがくほくしんりょう、英称：Hokushin-ryo Dormitory）は北海道大学函館キャンパスにある水産学部・水産科学院の学生を対象とした学生寄宿舎である。

## 概要
もともとは北大水産学部の前身である函館高等水産学校の寄宿舎として1935年に建てられた寮であり、所在地は函館市港町253であった。その後学制改革に伴い、函館高等水産学校が北海道大学水産学部となったため、1950年に北晨寮は北海道大学函館キャンパスにおける学生寮となった。1965年3月に現在の場所である函館市(当時は亀田町)中道1丁目に改築された。2005年10月に改修され、それまで男子限定だったが、女子の入寮が始まった。改修は2009年にも行われている。自治寮であり、居住している学生によって自治会が結成されている。1999年頃には5人の当番制で月曜から金曜まで食事を作るなどしていた。また北晨寮祭などのイベントも行われており、2006年は「中道感謝祭」と位置付けて地域からの参加を積極的に呼びかけ、大食い競争や大相撲大会、クイズ大会や大運動会、オペラ演劇などが行われ、朝鮮料理などの飲食コーナーなどが設けられた。

## 沿革
- 1935年5月29日：函館高等水産学校の寄宿舎として「北晨寮」設立。
- 1937年2月：北晨寮逍遙歌（水産逍遙歌）『星の像に憧憬れて』 発表（斎藤光治 作詞、塩見潔 作曲）[8]。
- 1950年：学制改革による北大水産学部への移行に伴って北海道大学水産学部の寮へ転換。
- 1965年3月：函館市港町から亀田町（現・函館市）中道へ移転。
- 2005年10月：改修され、女子学生の入寮始まる。
- 2009年：改修。

## 構成

### 定員
男女別に定員が設けられている。
- 男子：70名（内、留学生7名）
- 女子：30名（内、留学生3名）

### 施設
1階から3階は男子学生専用、4階が女子専用の居室となっており、各居室の広さは14平方メートル（8畳）。居室には机、椅子、ベッドが備え付けられている。
各階には共用の炊事場、トイレ、浴室が設けられている。
玄関、ロビーは男女共用となっており、寮生たちで集まって食事をする「スペシャル」と呼ばれるイベントや会議などが行われたりする。

## 所在地
北海道函館市中道1丁目9-1